# The Baker
The Baker (in de Verenigde Staten uitgekomen onder de titel Assassin in Love) is een Britse misdaadcomedy uit 2007 onder regie van Gareth Lewis, met hoofdrollen voor zijn broer Damian Lewis, Kate Ashfield en Nikolaj Coster-Waldau. De film verhaalt over een voormalig huurmoordenaar die onderduikt in een klein dorpje in Wales en daar een bakkerij opent, maar niet in staat is een rancuneuze oud-collega van zich af te schudden, en tevens door wraaklustige dorpsbewoners onbedoeld geforceerd wordt zijn oude baan weer op te pakken.

## Cast
- Damian Lewis - Milo 'The Baker' Shakespeare
- Kate Ashfield - Rhiannon
- Nikolaj Coster-Waldau - Bjorn
- Dyfan Dwyfor - Eggs
- Anthony O'Donnell - Rhys Edwards
- Steve Speirs - Bryn
- Brian Hibbard - Bob
- William Thomas - Alun Thomas
- Michael Gambon - Leo
- Nicholas Rowe - Zakenman
- Simon Winkler - Bodyguard
- Robert Page - Stan
- Adrian Sturges - Clerk
- Annette Badland - Martha Edwards
- Philip Howe - Gareth Llewellyn
- Dyfed Thomas - Huw Edwards
- Dorien Thomas - Old Williams